# SpongeBob's Truth or Square
SpongeBob's Truth or Square (укр. Чесний чи Квадратний) — 123—124 (взагалі) 23 — 24 (шостого сезону) епізод мультсеріалу Губка Боб Квадратні Штани. Також, це 13 спецвипуск.

## Дата показу у різних країнах світу
| Країна  | Телеканал         | Дата показу       |
| ------- | ----------------- | ----------------- |
| США     | Nickelodeon       | 6 листопада 2009  |
| Україна | QTV               |                   |
| Росія   | Nickelodeon Росія | 18 листопада 2009 |
| Грузія  | Nickelodeon CEE   | 30 квітня 2010    |
| Китай   | Nick HD           | 12 лютого 2010    |

## Озвучування
| Персонаж (і)        | Актор США       | Актор від QTV      |
| ------------------- | --------------- | ------------------ |
| Губка Боб           | Томас Кенні     | Олександр Чмихалов |
| Пірат Петчі (Рябий) | Томас Кенні     | Ярослав Чорненький |
| Гері Равлик         | Томас Кенні     | Ярослав Чорненький |
| Юджин Крабс         | Роджер Бумпас   | Ярослав Чорненький |
| Пірат з картини     | Боб Джолс       | Ярослав Чорненький |
| Патрік              | Білл Фегербаккі | Ярослав Чорненький |
| Планктон            | Дуг Лоуренс     | Ярослав Чорненький |
| Сквідвард           | Кленсі Браун    | Ярослав Чорненький |
| Сенді               | Керолін Лоуренс | Ганна Левченко     |
| Карен               | Джіл Теллей     | Ганна Левченко     |
| Мама Губки Боба     | Сирена Ірвин    | Ганна Левченко     |
| Папуга Паті         | Пол Тіббітт     | Ганна Левченко     |

## Сюжет
«Красті Крабс» святкує своє 12/7-річчя. Губка Боб розповідає Геррі про його перший візит у Красті Крабс. Коли він вийшов з дому він одразу натрапив націлу «гору» риб які йшли до «Красті Крабс», але Губка Боб стрибає по головам клієнтів та все ж потрапляє до «Красті Крабс». Містер (пан) Крабс розповідає про махінації Планктона який може потрапити у цей святковий час. Потім Губка Боб показує друзям льодяну Петті (крабсбургер) та через дурощі вони самі зачиняють себе у холодильнику. Їм доводиться лізти по «вітрчним шахтам» щоб вилізти. Поки вони там блукають, вони згадують моменти з минулого. Тим часом Планктон намагається викрасти рецепт, але теж застрягає.